# Last Summer
«Last Summer»  es el cuarto sencillo de Start Something, el segundo álbum de la galesa de rock banda de Lostprophets. Los sencillos anteriores, "Burn Burn", "Last Train Home" y "Wake Up (Make a Move)" todo había sido un gran éxito a ambos lados del Atlántico, por lo que este solo estaba bajo presión similar; alcanzó el número 13 en el UK Singles Chart.

## Video musical
El video musical (dirigida por The Malloys) para los espectáculos individuales conducen cantante (Ian Watkins) de conducción por Venecia, California en el último día del plazo de la escuela de verano. Como llegar a su destino, la playa, él entonces se remonta al principio y unidades más allá de la escuela de nuevo, pero en una década diferente - los años 70, años 80, y el presente. La canción describe los miembros de la banda disfrutando de los recuerdos más allá de visitar ciudades en Gales del Sur, como la ciudad costera de Porthcawl.
En el video musical, en torno a la marca de 3:12, vocalista Daryl Palumbo y el bajista Jarvis Morgan Holden de Glassjaw y Head Automatica, respectivamente, pueden ser vistos caminando en frente de la escuela. También en la marca de 2:04 de la banda de metal Steel Panther se ven en frente de la escuela.
En el video musical, el cantante Ian Watkins está conduciendo un coche con el número de placa 2BAI222, el mismo número de la placa aparece en el episodio 1 de Numb3rs y el episodio 1 en la segunda temporada de Theoc.

## Listado de canciones
CD1
| CD1 |                                                |          |  |
| N.º | Título                                         | Duración |  |
| 1.  | «Last Summer» (radio edit)                     | 3:59     |  |
| 2.  | «Sweet Dreams My LA Ex» (Rachel Stevens cover) | 3:36     |  |

CD2
| CD2 |                                           |          |  |
| N.º | Título                                    | Duración |  |
| 1.  | «Last Summer» (radio edit)                | 3:59     |  |
| 2.  | «Reptilia» (The Strokes cover)            | 3:34     |  |
| 3.  | «In the Air Tonight» (Phil Collins cover) | 5:23     |  |

Versión EP
| EP Version |                                                |          |  |
| N.º        | Título                                         | Duración |  |
| 1.         | «Last Summer» (radio edit)                     | 3:59     |  |
| 2.         | «Boys Don't Cry» (The Cure cover)              | 2:37     |  |
| 3.         | «Reptilia» (The Strokes cover)                 | 3:34     |  |
| 4.         | «Sweet Dreams My LA Ex» (Rachel Stevens cover) | 3:36     |  |
| 5.         | «In the Air Tonight» (Phil Collins cover)      | 5:23     |  |

Vinyl
| Vinyl |                                   |          |  |
| N.º   | Título                            | Duración |  |
| 1.    | «Last Summer» (radio edit)        | 3:59     |  |
| 2.    | «Boys Don't Cry» (The Cure cover) | 2:37     |  |

## Posicionamiento
| Año  | Listas           | Posición |
| ---- | ---------------- | -------- |
| 2004 | UK Singles Chart | 13       |